# دلفين لابلاتا
دلفين لابلاتا أو جَبْحَل الرّيو (الاسم العلمي: Pontoporia blainvillei) هو نوع من الحيتانيات، يتبع جنس الصماخية ‏.